# We Care a Lot (canção)
"We Care a Lot" é uma canção do grupo de rock Faith No More. Foi gravada e lançada nos dois primeiros álbuns de estúdio da banda, We Care a Lot e Introduce Yourself, e ainda foi incluída no álbum ao vivo You Fat Bastards: Live at the Brixton Academy. Duas outras versões em single foram lançadas, em 1988 e 1991, a primeira das quais chegou a posição 53 na UK Singles Chart). Embora fosse uma canção da era-Chuck Mosley, "We Care a Lot" é o segundo trabalho mais executado durante as performances ao vivo da banda, atrás somente de "Epic". Sob os vocais de Mike Patton, a música teve modificadas seus andamento musical e letras.

## Produção
A versão original da canção foi uma das primeiras de cinco músicas finalizadas para o álbum We Care a Lot, gravado antes mesmo da banda receber apoio financeiro para custeá-lo nos Prairie Sun Studios, e foi regravada, com algumas letras atualizados, para o lançamento do álbum Introduce Yourself, quando a banda já tinha contrato com uma gravadora maior.

## Conteúdo lírico
A letra desta canção é uma paródia sarcástica aos popstars que participaram de eventos como Live Aid e USA for Africa e menciona uma série de coisas sobre as quais a banda, sarcasticamente, diz "se importar", como a Polícia de Los Angeles, "a comida que o Live Aid comprou", com os Garbage Pail Kids e até mesmo os Transformers da Marvel Comics. A versão original, lançada em 1985, menciona Madonna e Mr. T, nomes que foram substituidos no relançamento para 1987.

Quando perguntado sobre o significado da canção, Chuck Mosley respondeu 

Bem, Roddy escreveu todas as coisas que ele se preocupava e eu só escrevi a parte que diz "é um trabalho sujo, mas alguém tem de fazê-lo", porque eu percebi que era apenas o sentimento que eu tinha. Essa foi a única coisa que submeti na letra. Isso, e nas versões mais atualizadas.

## Videoclipe
O vídeo de "We Care a Lot" foi dirigido por Bob Biggs e Jay Brown. Foi o primeiro vídeo promocional produzido para o Faith No More e foi divulgado moderadamente pela MTV dos Estados Unidos.